# 阿聯酋虎式運輸車
阿聯酋虎式運輸車(阿拉伯语：‎;意爲老虎)，是一款由阿聯酋製造的四驅裝甲運兵車，原型為俄羅斯GAZ猛虎車的改裝版，授權生產。

## 用戶

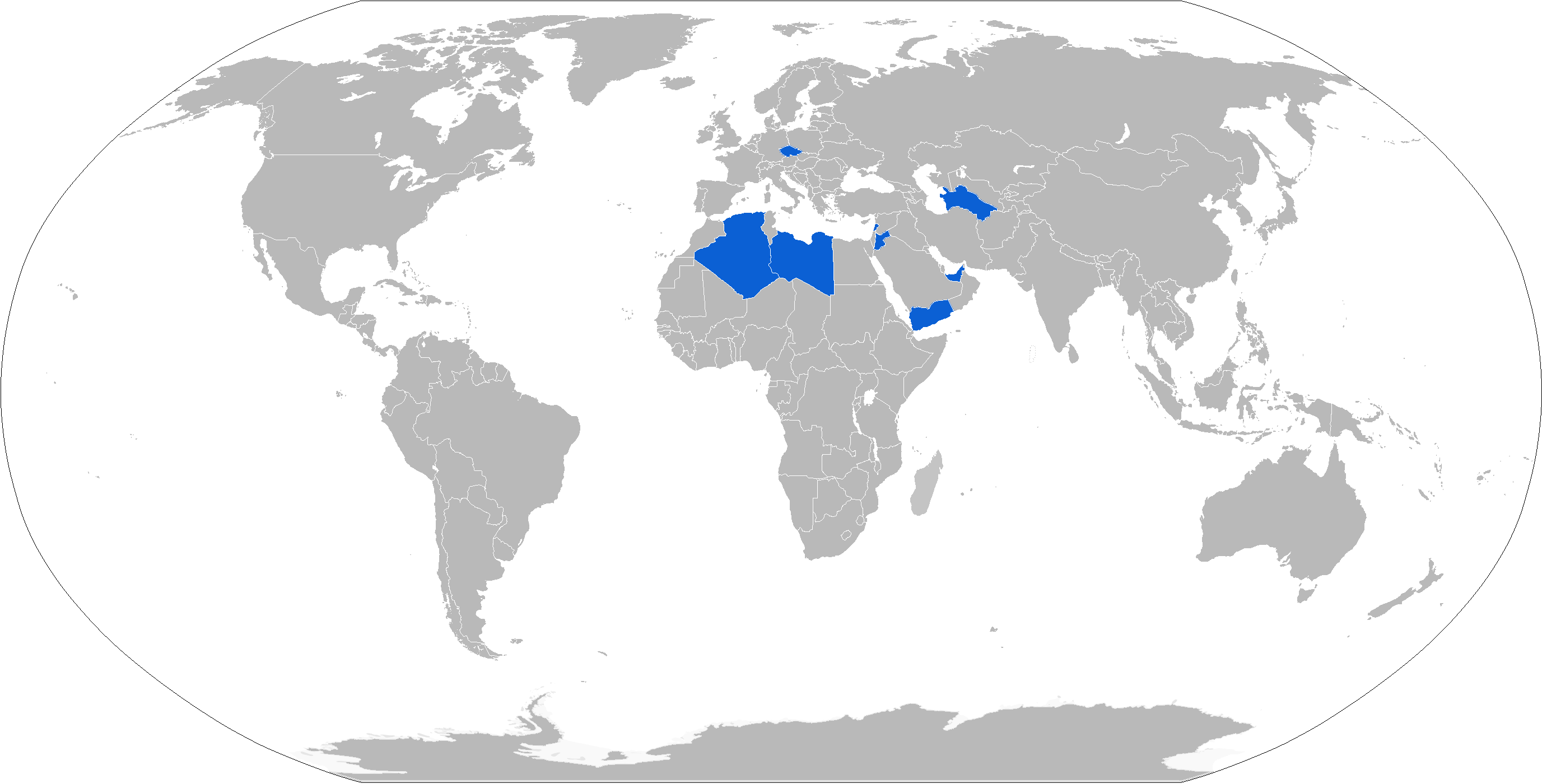
阿聯酋虎式運輸車用戶

### 現時用戶
- 阿联酋
- 阿尔及利亚
- 埃及
- 黎巴嫩
- 利比亞
- 塞爾維亞[來源請求]